# 1988 في الأرجنتين
فيما يلي قوائم الأحداث التي وقعت خلال عام 1988 في الأرجنتين.

## ظهور
- 1 يناير – برسويت فركاراباط

## مواليد

### يناير
- 8 يناير – ماورو أليغري لاعب كرة قدم أرجنتيني.
- 10 يناير – خوان فورلين لاعب كرة قدم أرجنتيني.

### فبراير
- 12 فبراير – كلاوديو أكوستا لاعب كرة قدم أرجنتيني.
- 12 فبراير – نيكولاس أوتامندي لاعب كرة قدم أرجنتيني.
- 14 فبراير – أنخيل دي ماريا لاعب كرة قدم أرجنتيني.
- 15 فبراير – اليخاندرو غوميز لاعب كرة قدم أرجنتيني.
- 23 فبراير – نيكولاس غايتان لاعب كرة قدم أرجنتيني.

### مارس
- 4 مارس – نويليا سالا لاعبة كرة يد أرجنتينية.
- 14 مارس – لوتارو أكوستا لاعب كرة قدم أرجنتيني.
- 16 مارس – أغوستين ماركيسن لاعب كرة قدم أرجنتيني.
- 28 مارس – أنتونيلا مينا لاعبة كرة يد أرجنتينية.
- 31 مارس – نيكولاس أغيري لاعب كرة سلة أرجنتيني.

### أبريل
- 11 أبريل – ميلتون كاسكو لاعب كرة قدم أرجنتيني.
- 12 أبريل – ريكاردو ألفاريز غابرييل لاعب كرة قدم أرجنتيني.
- 15 أبريل – ماتياس رويدا ملاكم أرجنتيني.
- 19 أبريل – دييغو بونانوتي لاعب كرة قدم أرجنتيني.

### مايو
- 13 مايو – ماتياس تشياكيو لاعب كرة قدم إيطالي.

### يونيو
- 2 يونيو – سيرخيو أغويرو لاعب كرة قدم أرجنتيني.
- 6 يونيو – غييرمو دوران لاعب كرة مضرب أرجنتيني.
- 9 يونيو – ميغيل لوبيز لاعب كرة قدم أرجنتيني.
- 21 يونيو – لوكاس إمانويل أكوستا لاعب كرة قدم أرجنتيني.
- 29 يونيو – إيفر بانيغا لاعب كرة قدم أرجنتيني.

### يوليو
- 8 يوليو – سانتياغو غارسيا لاعب كرة قدم أرجنتيني.
- 15 يوليو – فرانكو يارا لاعب كرة قدم أرجنتيني.
- 25 يوليو – ميلين أرويو لاعبة كرة مضرب أرجنتينية.
- 26 يوليو – دييغو بيروتي لاعب كرة قدم أرجنتيني.

### أغسطس
- 5 أغسطس – دانيلو كاراندو لاعب كرة قدم أرجنتيني.
- 14 أغسطس – ميغل ألبا لاعب كرة قدم أرجنتيني.

### سبتمبر
- 8 سبتمبر – بيتينا خوزامي لاعبة كرة مضرب أرجنتينية.
- 22 سبتمبر – نيلسون غونزاليس لاعب كرة قدم أرجنتيني.
- 23 سبتمبر – خوان مارتن ديل بوترو لاعب كرة مضرب أرجنتيني.

### أكتوبر
- 13 أكتوبر – ألكسندر شيمانوفسكي لاعب كرة قدم أرجنتيني.

### نوفمبر
- 19 نوفمبر – فيكتور كويستا لاعب كرة قدم أرجنتيني.
- 28 نوفمبر – فلورنسيا مولينيرو لاعبة كرة مضرب أرجنتينية.

## وفيات

### نوفمبر
- 30 نوفمبر – مارتن ألاركون (مواليد 1928) لاعب كرة قدم أرجنتيني.